# Halo učinek
Halo efekt ali halo učinek, je napaka ocenjevanja. Spada pod kognitivne pristranskosti, kjer podzavestno, na podlagi karakterne ali fizične lastnosti prenesemo sodbo iz enega področja na ostale, oziroma ene izkušnje na drugo. Primer halo efekta je, če učenec dobi prvo oceno zadostno ter ga nato učitelj ocenjuje pod vplivom te ocene ali pa če vizualno bolj privlačnim ljudem pripisujemo bolj pozitivne lastnosti. Halo efekt je torej prisoten v mnogo različnih situacijah, saj se lahko pojavi tako v razredu kot tudi v sodni dvorani, pri oglaševanju... Halo učinek je dobil svoje ime po psihologu Edwardu Thorndike, ki je kot prvi izvedel preizkus ter oblikoval termin.
O pozitivnem halo učinku govorimo kadar za nekoga menimo, da ima pozitivne lastnosti in mu zato pripišemo še druge pozitivne lastnosti, čeprav nismo dobili informacij, ki bi to potrdile. Pri negativnem halo učinku pa osebi, za katero menimo, da ima negativne lastnosti, pripišemo še vrsto drugih negativnih lastnosti. Vendar pa imajo ljudje redko le pozitivne ali le negativne lastnosti, kar vodi do napak v zaznavanju.

## Zgodovina
Edward Thorndike je bil prvi, ki je izvedel empirične raziskave za pojav ter kasneje dal pojavu tudi ime - halo efekt (»halo effect« Izvedel je raziskavo, v kateri je prosil dva uradnika, da ocenita svoje vojake po njihovih fizičnih lastnostih (urejenost , glas, postava, energija), intelektu, vodstvenih sposobnostih in osebnostnih značilnosti, kamor je vključil tudi zvestobo, odvisnost, odgovornost, nesebičnost in sodelovanje. Njegov cilj je bil ugotoviti, ali se različne karakteristike med seboj povezujejo in kako vplivajo druga na drugo. Raziskava je pokazala previsoke korelacije med odgovori obeh uradnikov, te so bile tudi skoraj enake. Če je uradnik začel z nizko oceno pri vojaku, je tako tudi nadaljeval. Obratno je bilo pri visoki ocenah. Začetna ocena je torej vplivala na vse ostale karakteristike, kljub temu, da med seboj niso bile povezane.

### Izvor termina halo učinek
Termin »halo« je uporabljen kot analogija pri verskem konceptu na številnih upodobitvah (predvsem v času renesanse) za svetleči obroč, ki lebdi nad glavo angelov in svetnikov. Obraz angela ima popoln izgled zaradi svetlečega obroča nad glavo. Zato se je začel uporabljati termin halo učinek, saj če vidimo osebo, ki ima nad glavo svetleč obroč, za njo že takoj mislim, da je dobra oseba, oziroma jo ocenimo le na podlagi ene lastnosti (obroča nad glavo).

### Halo učinek vprazgodovini
Halo učinek nam torej omogoči hitre presoje, saj morami biti zgolj pozorni na en aspekt osebe ali stvari, ki ga nato posplošimo na vse ostale.
V času neandertalcev je bilo verjetno nekaj resnice v hitrih presojah, npr. oseba, ki je bila visoka je morala pojesti veliko mesa in je bila verjetno dober lovec ter jo je vredno poslušati, ali pa oseba, ki je dobro izgledala, se je verjetno izogibala lovljenju živali ter raznim boleznim.
»Zgodnji ljudje«, ki so sprejemali hitre odločitve, so imeli več možnosti preživetja, kot tisti, ki so dolgo premišljevali o problemu.

## Internet in halo učinek
Halo učinek lahko vpliva ne le na posameznike in njihovo presojo o drugih, vendar tudi na organizacije, produkte, kraje, televizijske kanale in seveda internet. Če je uporabnikom interneta všeč en aspekt spletne strani, bodo verjetno presojali v korist spletne strani tudi v  prihodnje. Po drugi stani, če imajo uporabniki slabo izkušnjo s stranjo, bodo najverjetneje tudi v prihodnje ocenili, da spletna stran ni vredna njihovega časa in se ji bodo izogibali, tudi če je kasneje preoblikovana in veliko boljša. Halo učinek je prisoten tudi pri iskanju na spletu, saj pogosto predvidevamo, da so spletne strani, ki nam jih brskalnik najprej ponudi boljše kot tiste za njimi. Kaže se tudi pri naročanju stvari preko interneta, saj sami verjetno ne bi naročili stvari iz spleten strani, ki zgleda slabo oblikovana ter nezanesljiva, kar bi najverjetneje posplošili tudi na izdelke, ki jih spletna stran prodaja. Uporabniki redko logično razmislijo pri uporabi spletnih strani ter se poslužujejo tistim, ki so vizualno bolj privlačne, kljub temu, da so lahko manj kvalitetne, kot tiste, ki so vizualno manj privlačne. Halo učinek se na internetu pokaže tudi pri registraciji na določeno spletno stran, saj se uporabniki pogosto ne prijavijo na neko njim zanimivo stran, zgolj zato, ker je registracija preveč dolgotrajna. 

Leta 2002 sta Lindgaard in Dudek izvedla študijo, kjer sta uporabnike vprašala, kako bi vizualno ocenili »privlačnost« različnih spletnih strani. Ugotovila sta, da so vprašani strani, ki so bile vizualno privlačnejše, ocenili tudi kot bolj uporabne. S preizkusom sta želela pokazati,da je internet zasičen s halo učinkom ter, da morajo podjetja in posamezniki zelo paziti pri postavitvi spleten strani, saj bodo uporabniki, zgolj na osnovi privlačnosti, zgleda, ocenili celotno spletno stran, tudi njeno uporabnost.
Da uporabnik navadno oceni zgolj zgled spletne strani, se pokaže tudi v primeru, če povprašamo, ali je spletna stran lahka za uporabo in dobimo odgovor, da je, kljub temu, da v resnici ni. Le zato, ker je spletna stran lepa ne pomeni tudi, da je preprosta za uporabo. Pomembno se je torej zavedati halo učinka pri oblikovanju spletne strani, saj lahko zaradi napačnega prvega vtisa že na začetku izgubimo uporabnike, ki jih kasneje ne bo mogoče pridobiti nazaj.

## Vpliv halo učinka pri ustvarjanju vtisa
Implicitne osebnostne teorije so vnaprejšnje predpostavke, ki jih imamo o drugih ljudeh. Implicitne so zato, ker se jih ne zavedamo, vendar vseskozi vplivajo na naše vedenje. Osebnostne pa zato, ker tvorijo naš nazor o tem, kakšni so drugi ljudje. Nekateri opisi močneje vplivajo na naše sodbe o drugih,  to so centralne poteze, ki so odvisne predvsem od konteksta. Vtisi o drugi osebi vplivajo na način, na katerega se do nje vedemo. osebo, ki nam jo drugi predstavijo kot prijetno in radodarno, praviloma v celoti ocenimo kot »dobro«, medtem ko nekoga, katerega nam drugi opišejo kot arogantnega ter neprijaznega v celoti ocenimo kot slabo osebo. Gre za halo učinek, ki je najmočnejši, kadar oseba, ki presoja, sorazmerno malo ve o osebi, ki jo presoja, in kadar to osebo ocenjuje po moralnih lastnostih: dober/slab človek. Tako ta oseba zelo težko popravi vtis, ki ga imamo o njej, kljub temu, da nam bi bila drugače simpatična, če ne bi imeli o njej slabega vtisa. Po drugi strani pa je lahko oseba, o kateri imamo dober prvi vtis, lahko bolj nesimpatična, vendar tega niti ne opazimo.
Učinek prvotnosti pri ocenjevanju oseb, o katerih dobimo nasprotujoče si informacije, deluje tako, da zanemarimo kasnejše informacije in sodimo po tistih, ki smo jih najprej dobili. Kadar med prvo in drugo informacijo preteče več časa, deluje učinek nedavnosti in osebo sodimo po informacijah, ki smo jih dobili nazadnje. Če vnaprejšnje predstave o značajih ljudi (implicitne osebnostne teorije) razširimo na cele skupine, dobimo stereotipe (razširjene predstave o drugih ljudeh). Zaradi stereotipiranja vse ljudi, ki pripadajo določeni skupini, dojemamo, kot da imajo enake značilnosti. Skupine stereotipiramo glede na spol, spolno usmerjenost, religijo, poklic ali kakšne druge opredeljujoče značilnosti. 

## Vpliv halo učinka na ocenjevanje učencev
Pomembna lastnost učitelja, ki vpliva na kakovost ocenjevanja,  je stopnja njegove strogosti v ocenjevanju, kar Zorman (1968) imenuje osebna enačba. Različno strogi ocenjevalci bodo isti odgovor ali izdelek različno vrednotili, ob tem se učitelji razlikujejo tudi po usmerjenosti v iskanje znanja ali neznanja pri učencih. Marentič Požarnik (2003),  halo učinek podobno opiše kot Zorman in sicer kot subjektivno napako, kadar na oceno neupravičeno vpliva učiteljevo splošno mnenje o učencu, njegove predhodne ocene in to, ali mu je učenec simpatičen ali ne. Pri ocenjevanju pa se poleg halo učinka lahko pojavijo tudi drugi vplivi kot so predsodki in stereotipi, vezanih na spol, zunanjost, socialni izvor ali narodno pripadnost učenca. Pojavi se lahko t. i. logična napaka, ko po logiki podobne stvari ocenimo podobno. Primer takšne napake je določanje ocene pri enem tujem jeziku na osnovi ocene pri nekem drugem tujem jeziku. Zelo pogosto pride tudi do učinka prvega vtisa, pri katerem učenca ocenjujemo podobno kot prvič, in učinek kontrasta, kjer uspešnejše učence ocenjujemo strožje, kadar pokažejo le malo slabše znanje kot v preteklosti.

## Rešitve za halo učinek
Halo učinku se lahko poskusimo izogniti tako, da ocenjevalce informiramo o možnosti delovanja tega učinka, kar povzroči, da učinek ozavestijo, nato pa jih treniramo v ocenjevanju. Ocenjevanje lahko tudi razdelimo na več delov, med njimi pa naredimo daljši časovni premor ali pa uporabimo horizontalno ocenjevanje, pri čemer gre za zaporedno ocenjevanje različnih dražljajev, vendar vseh po isti lastnosti. 
V šoli je vpliv halo učinka mogoče zmanjšati z različnimi ukrepi in sicer je nujno potrebna  opredelitev kriterijev ocenjevanega pojava, kar pomeni, da mora biti vnaprej določeno, kaj bomo pri nekem pojavu ocenjevali. Kriteriji ocenjevanja morajo zajemati bistvo pojava, ki ga ocenjujemo: biti morajo jasni, enoznačni in veljavni. Če kriteriji ocenjevanja niso jasno postavljeni, o kakršni koli objektivnosti ocenjevanja ne moremo govoriti.
Ključnega pomena so torej vnaprej natančno določeni kriteriji preverjanja in ocenjevanja. Vsebine, ki se jih preverja in ocenjuje, morajo biti jasno, natančno in konkretno določene, učitelji pa morajo vnaprej načrtovati tudi, kdaj jih bodo preverjali in na kakšen način. Pri tem je pomembno, da dobro poznajo različne načine in oblike preverjanja znanja ter vsakokrat izberejo tiste, ki najbolj ustrezajo preverjanju znanja določenih vsebin predmeta. K večji objektivnosti ocenjevanja znanja lahko pomembno prispevajo s poznavanjem in zavedanjem različnih subjektivnih napak, ki jih pri preverjanju in ocenjevanju lahko storijo, ter se zavestno izogibajo njihovemu udejanjanju. 

## Kategorije
Psihologija Psihologija oglaševanja Kognitivna psihologija Pedagogika
Ocenjevanje delovne uspešnosti